# Muzułmański Ośrodek Kulturalny Króla Fahda
Muzułmański Ośrodek Kulturalny Króla Fahda – meczet i zarazem ośrodek kultury islamu mieszczący się w Buenos Aires, w Argentynie.
Największy meczet w Ameryce Łacińskiej. Powstał na terenie o powierzchni 34 000 m² w dzielnicy Palermo, przekazanym pod budowę w 1995 roku przez prezydenta Carlosa Menema w następstwie jego wizyty oficjalnej w Arabii Saudyjskiej.
Ośrodek otwarto uroczyście w roku 2000. Budynki zostały zaprojektowane przez architekta saudyjskiego, Zuhajra Faiza. Na terenie ośrodka znajdują się – oddzielne, dla 1200 mężczyzn i 400 kobiet – sale przeznaczone do modlitwy. Przy ośrodku kulturalnym mieszczą się szkoły podstawowa i średnia, szkoła religijna oraz schronisko młodzieżowe, mogące pomieścić 50 osób.